# Boccard (Adelsgeschlecht)

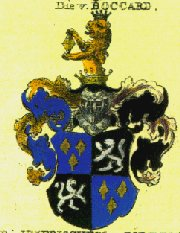
Wappen der Familie de Boccard aus dem Siebmacher Wappenbuch von 1734.

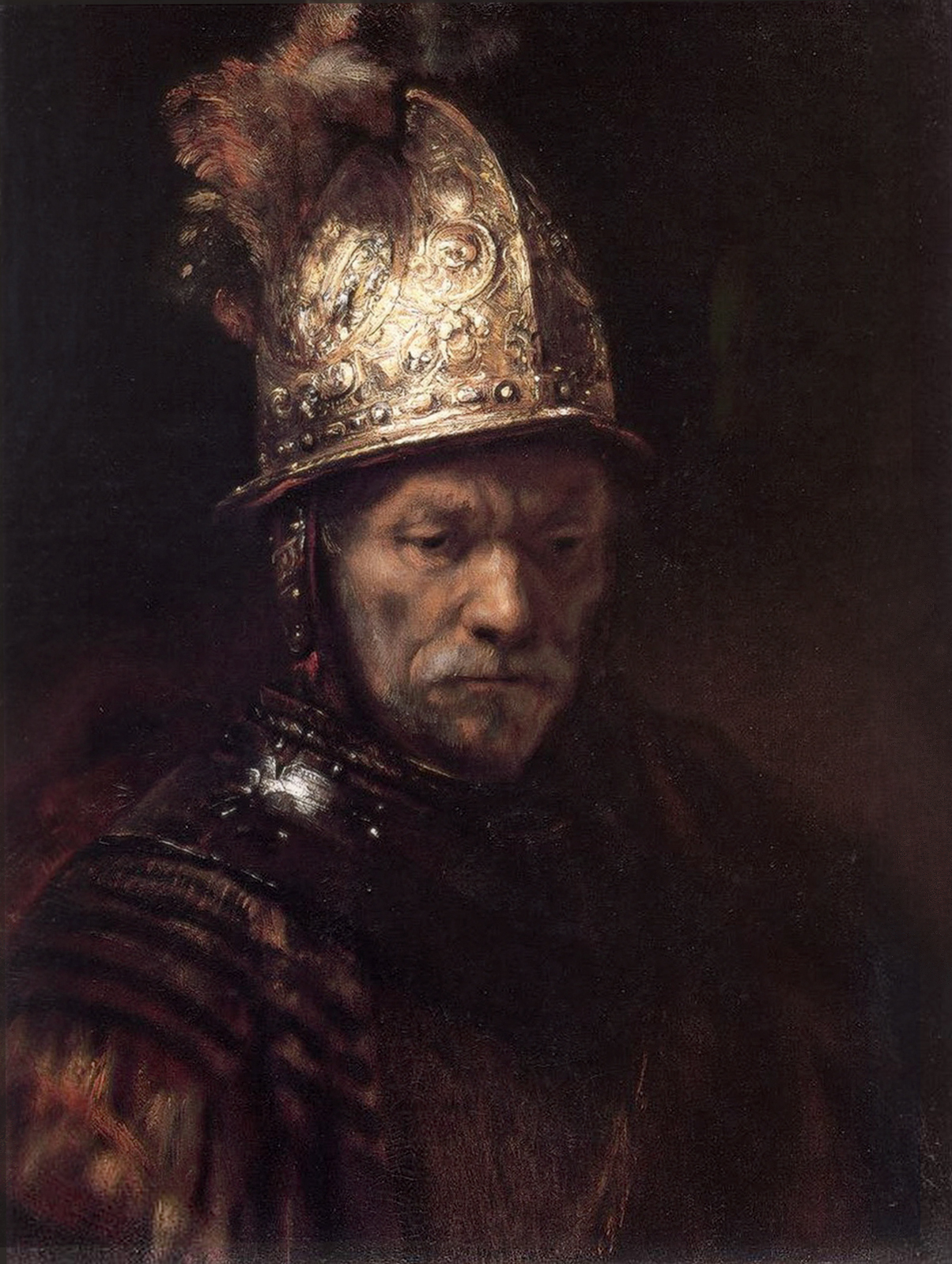
Der Mann mit dem Goldhelm

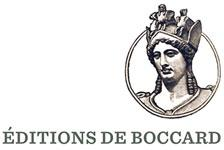
Firmenlogo des ehemaligen Pariser Buchverlags Éditions de Boccard

Die Familie de Boccard (deutsch: Burckhardt) ist ein katholisches Freiburger Patriziergeschlecht.

## Geschichte
Erster bekannter Vertreter der Familie de Boccard ist der 1462 erwähnte Pierre Boccardier von Onnens (Kanton Waadt), Mitherr von Corcelles-près-Concise. 1538 wurde erstmals ein Boccard ins Freiburger Bürgerrecht aufgenommen.
Nach ihrer Niederlassung in Freiburg zeichneten sich die Boccards in allen politischen Ämtern des Stadtstaats aus. Vom frühen 17. Jahrhundert an standen Mitglieder der Familie auch in spanischen Diensten im Herzogtum Mailand. Von 1751 bis 82 besaß François-Jean-Philippe de Boccard ein Regiment im französischen Dienst. Beinahe zwanzig Boccards leisteten militärische Dienste in der Päpstlichen Schweizergarde, zur Zeit der Restauration in Neapel und Rom, in der Schweiz bei der Freiburger Miliz und in der Schweizer Armee.
Typische Ämter und Funktionen im 19. und 20. Jahrhundert waren Freiburger Grossrat, Stadtammann, Oberamtmann, Richter, Polizeikommandant und Bankier. Zur Familie gehörten aber auch ein Verleger in Paris, zwei Malerinnen sowie drei Forschungsreisende in Afrika, Südamerika und Australien.

## Namensträger
- Antoinette de Weck-de Boccard (1868–1956): Freiburger Malerin, war die Schwester von Louis de Boccard;
- Elisa de Boccard (1847–1925): Freiburger Malerin, Schwester von Raymond de Boccard (Siehe unten), verkaufte mit diesem das ererbte und damals dem niederländischen Maler Rembrandt van Rijn zugeschriebene Porträt „Der Mann mit dem Goldhelm“ an die Londoner Kunstgalerie P. & D. Colnaghi & Co., welche es 1897 an den Kaiser Friedrich Museumsverein (Berlin) weiterveräusserte;[2]
- Enrico de Boccard (1921–1988): italienischer Journalist, Schriftsteller und Geheimagent.
- Eugène de Boccard (1879–1957): Freiburger Dichter und Herausgeber, erwarb 1911 den Pariser Verlag „Albert Fontemoing“ und benannte ihn in „Éditions de Boccard“ um;
- François Jean-Philippe de Boccard (1696–1782): Schweizer Militär in französischen Diensten;
- Hubert de Boccard (1835–1908): Soldat, Goldgräber, Forschungsreisender, hinterließ dem Museum von Estavayer (auch „Fröschemuseum“ genannt) den größten Teil seiner Waffensammlung;
- Jeanne-Marie de Boccard (1922–2020): Juristin, Diplomatin und Frauenrechtlerin, Ehefrau von Pierre de Boccard (1921–1995) (Siehe unten);
- Joseph Hubert de Boccard (1697–1758): Bischof von Lausanne;
- Louis de Boccard (1866–1956): wanderte 1889 nach Argentinien aus, wurde südamerikanischer Abenteurer, Entdecker, Präparator und Farmer, war der Bruder von Antoinette de Weck-de Boccard;
- Pierre de Boccard (1921–1995): Privatbankier in Genf;
- Pierre de Boccard (* 1988): Mitglied des Genfer Munizipalrats (FDP) und 2023 zu dessen President gewählt;
- Raymond de Boccard (1844–1923): Mitglied des Freiburger Grossrats, Soldat, Freiburger Polizeidirektor, Freiburger Feuerwehrkommandant und Konservator des Museums für Kunst und Geschichte Freiburg;
- Theodor Scherer-Boccard (1816–1885): Schweizer Publizist.

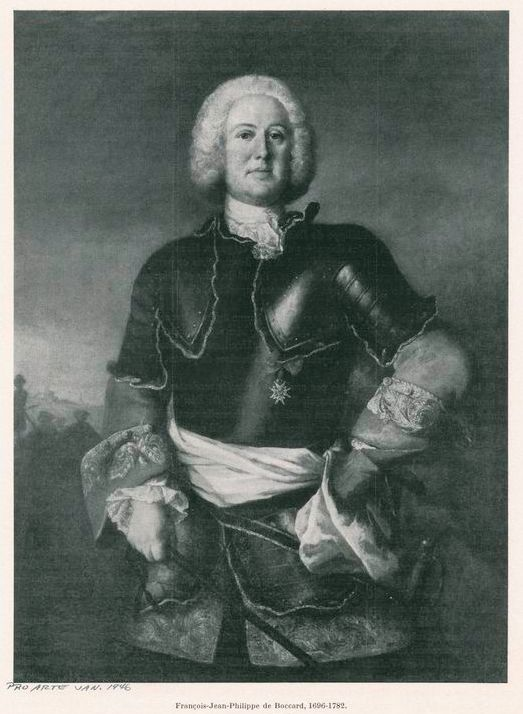
François Jean Philippe de Boccard
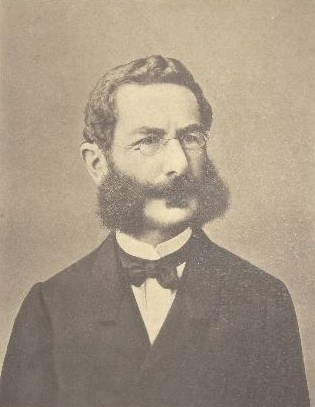
Theodor Scherer-Boccard
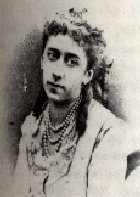
Elisa de Boccard
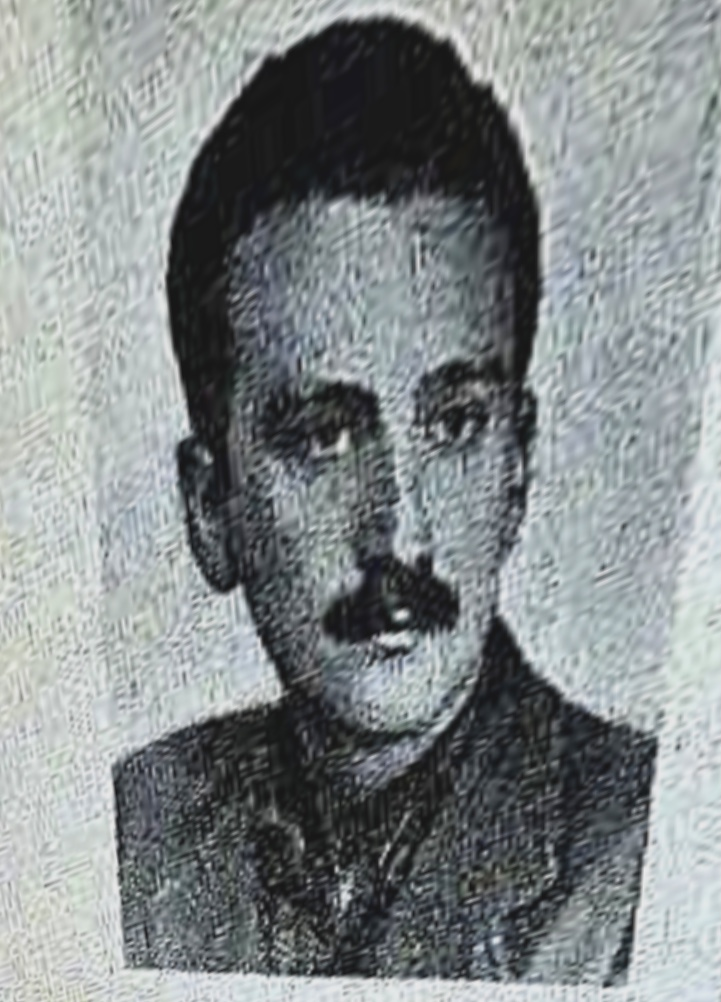
Enrico de Boccard
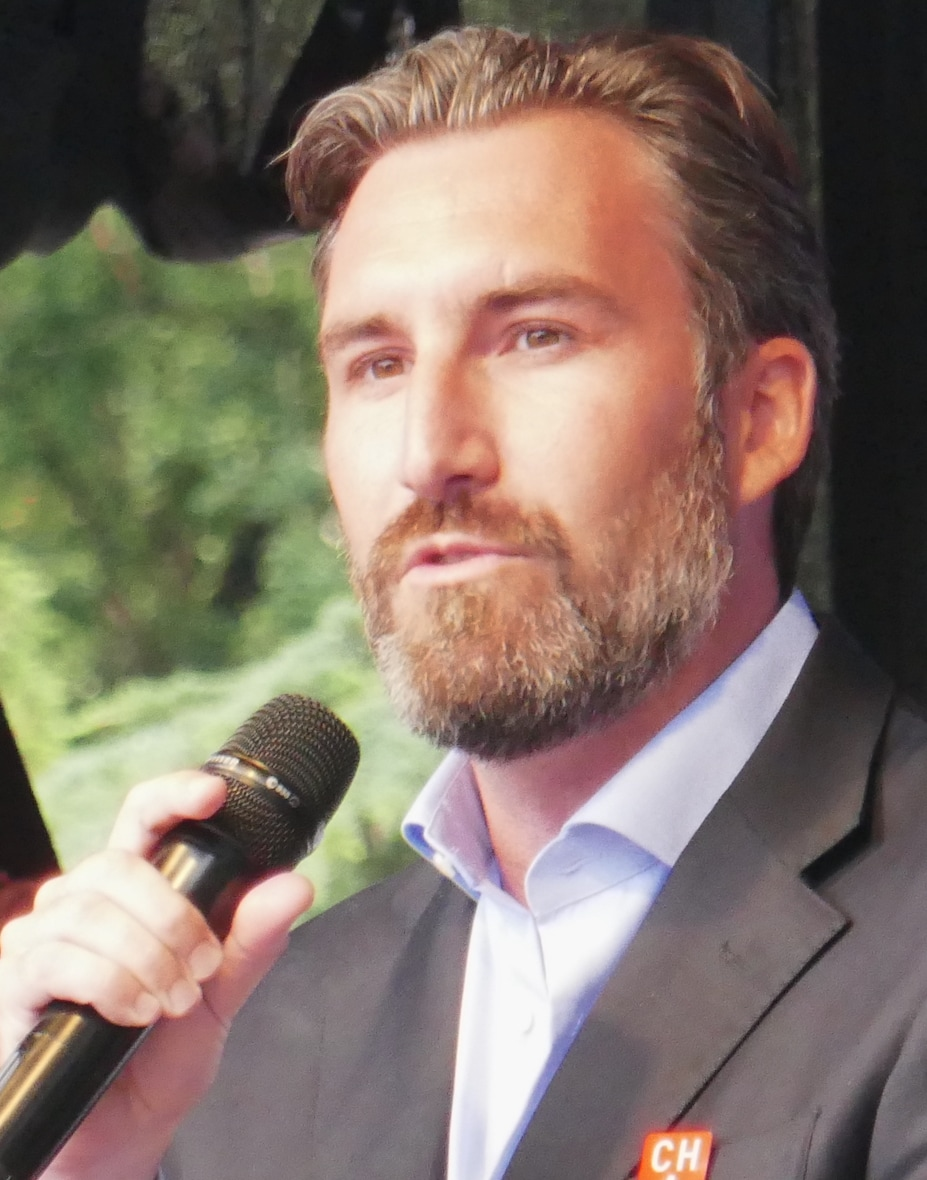
Pierre de Boccard, Genfer Politiker

## Schlösser
Die folgenden Herrensitze gehörten (oder gehören bis heute) verschiedenen Linien der Familie de Boccard:
- Château de Boccard, Givisiez, Kanton Freiburg
- Maison de Sorens, Vuippens, Kanton Freiburg
- Château de Givisiez, Givisiez, Kanton Freiburg
- Schloss Griset de Forel, Middes (Gemeinde Torny), Kanton Freiburg
- Schloss Jetschwil, Jetschwil, Kanton Freiburg
- Vogteischloss (Vuippens), Vuippens, Kanton Freiburg

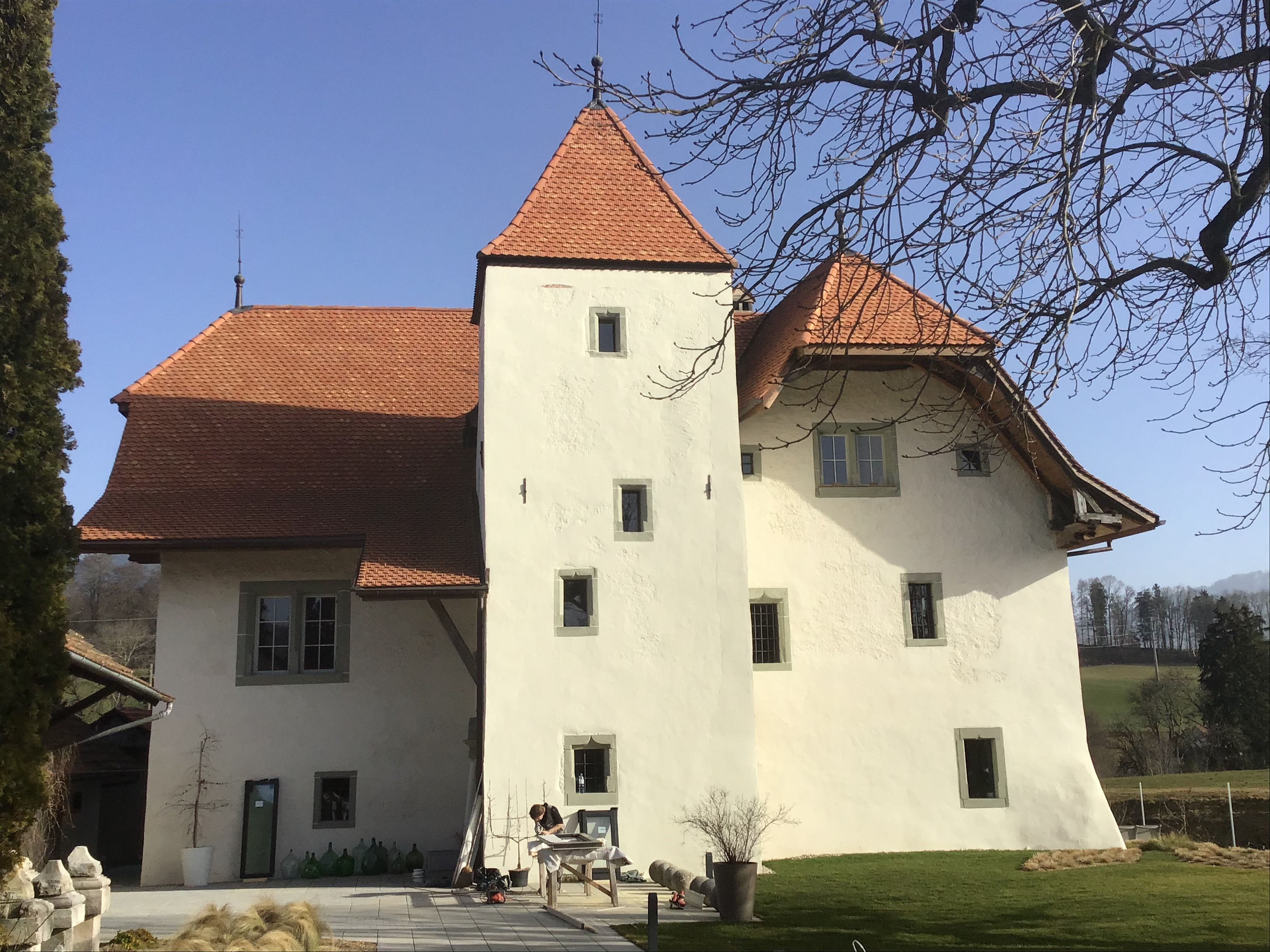
Maison de Sorens
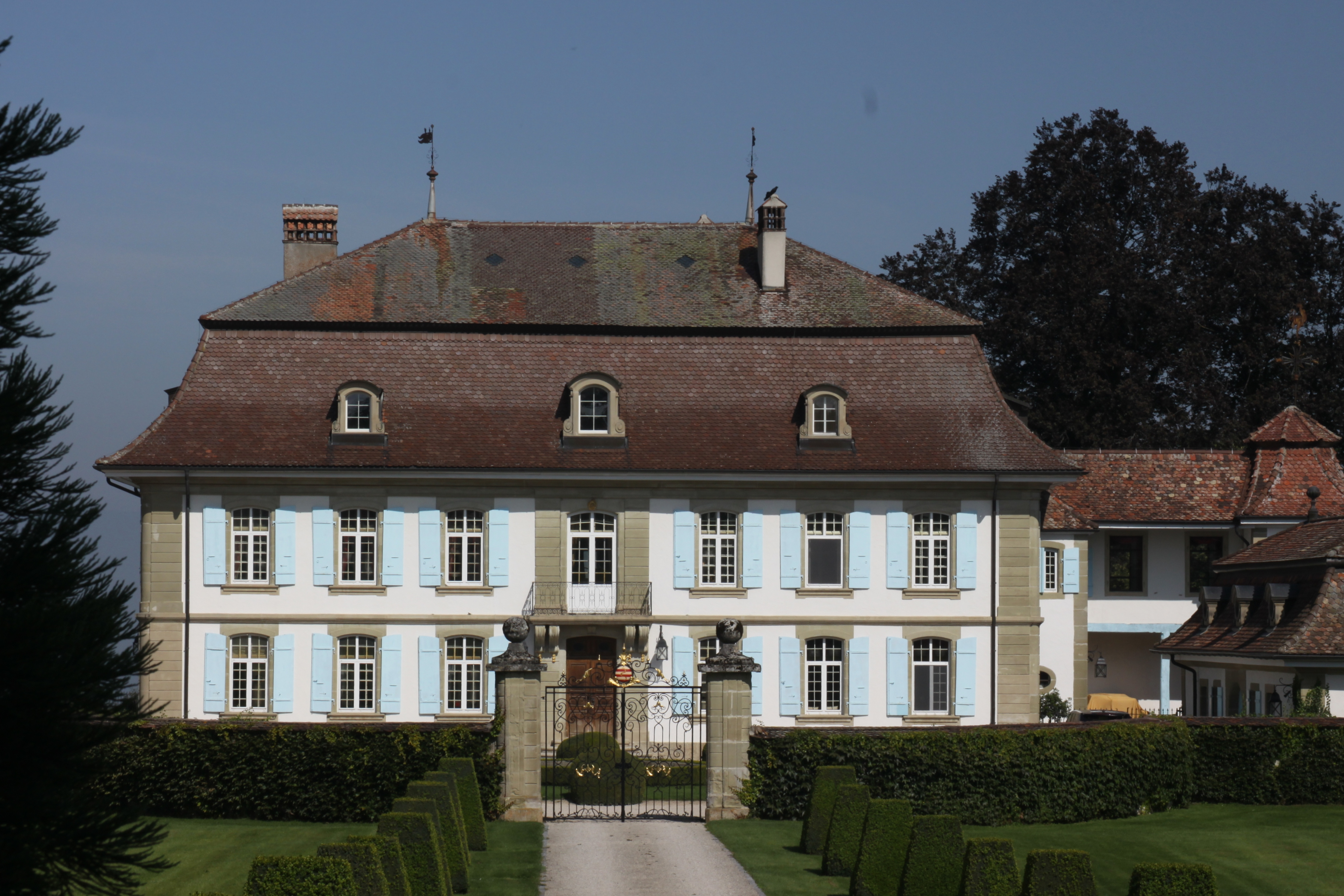
Schloss Griset de Forel
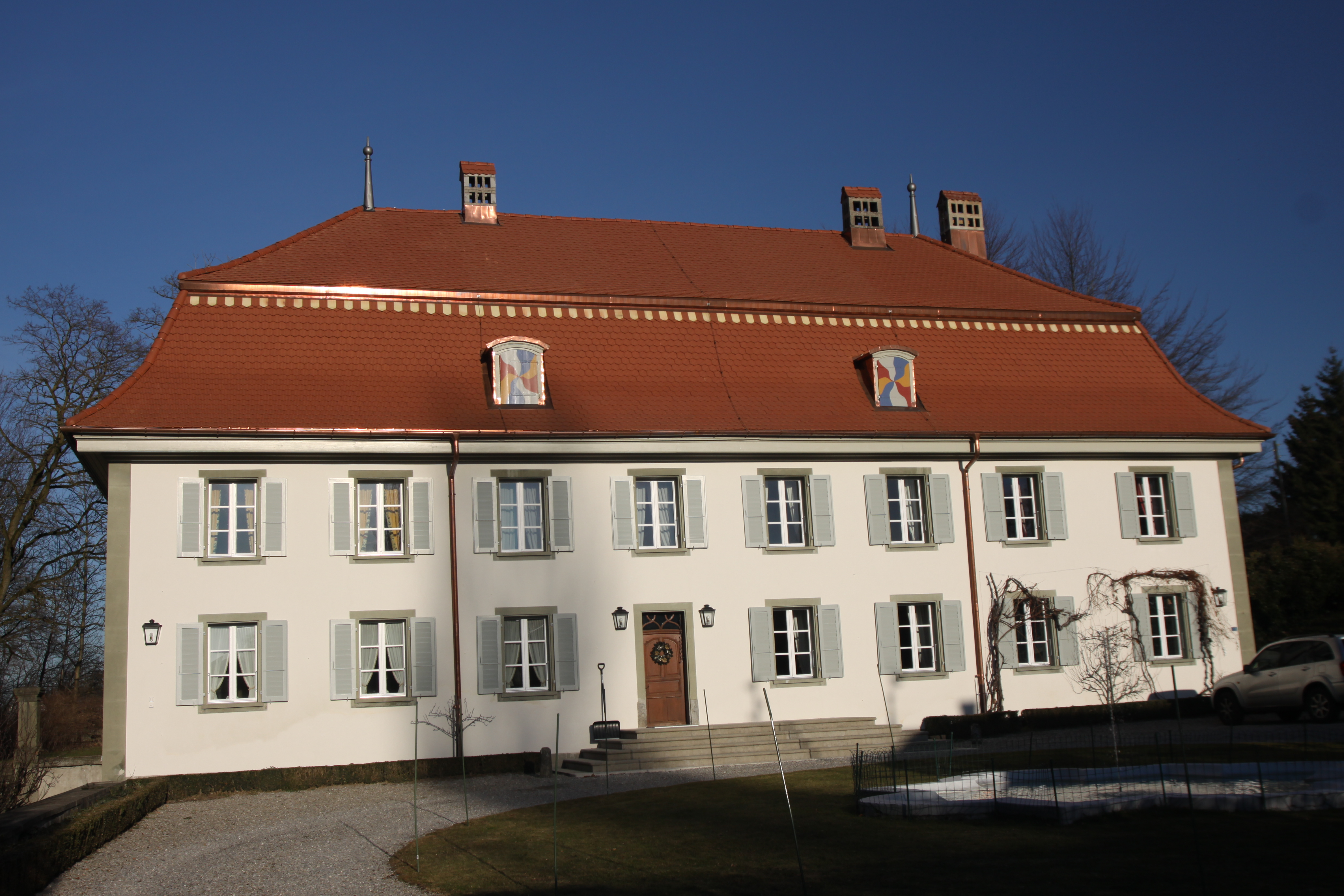
Schloss Jetschwil
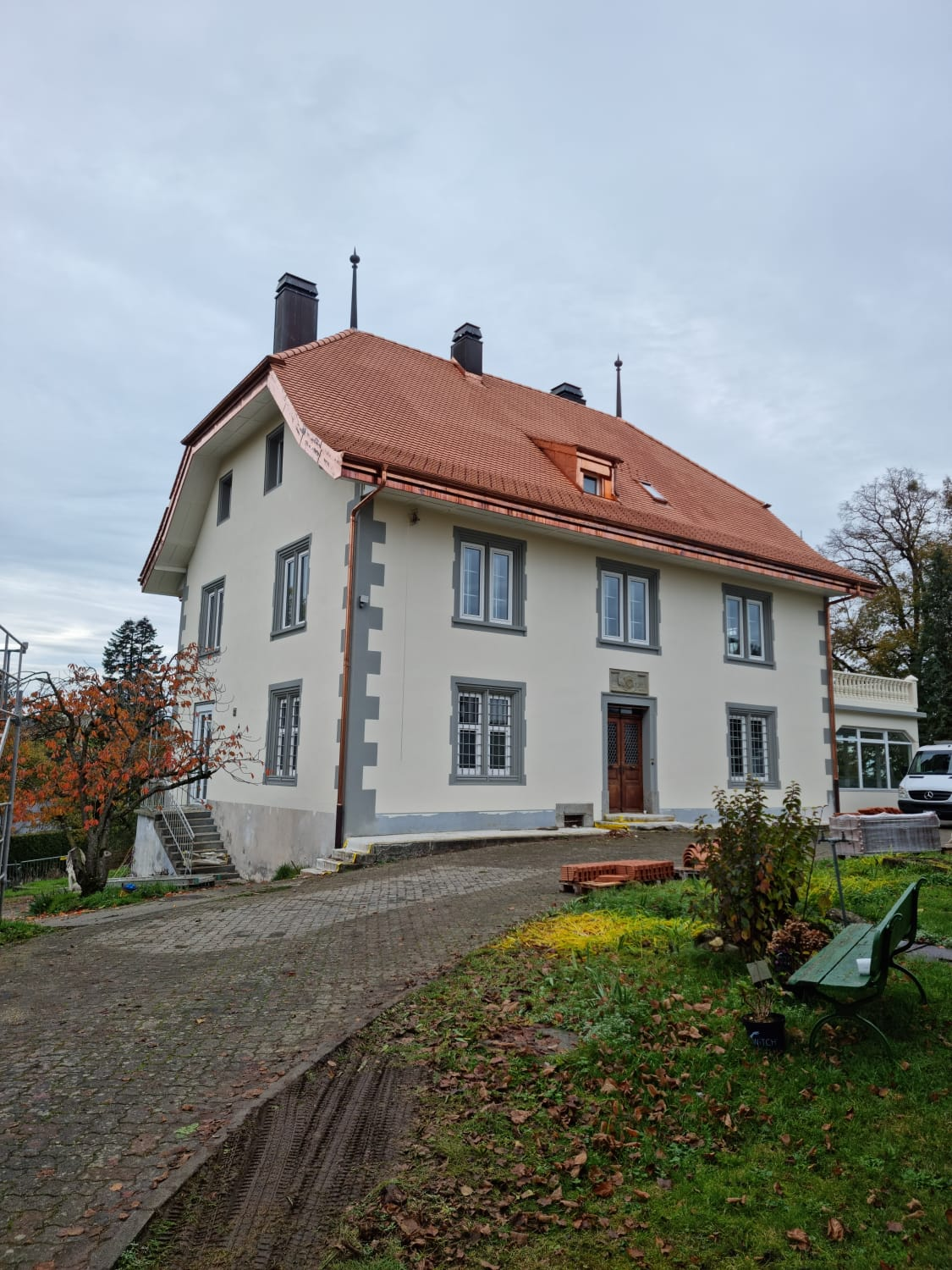
Château de Boccard
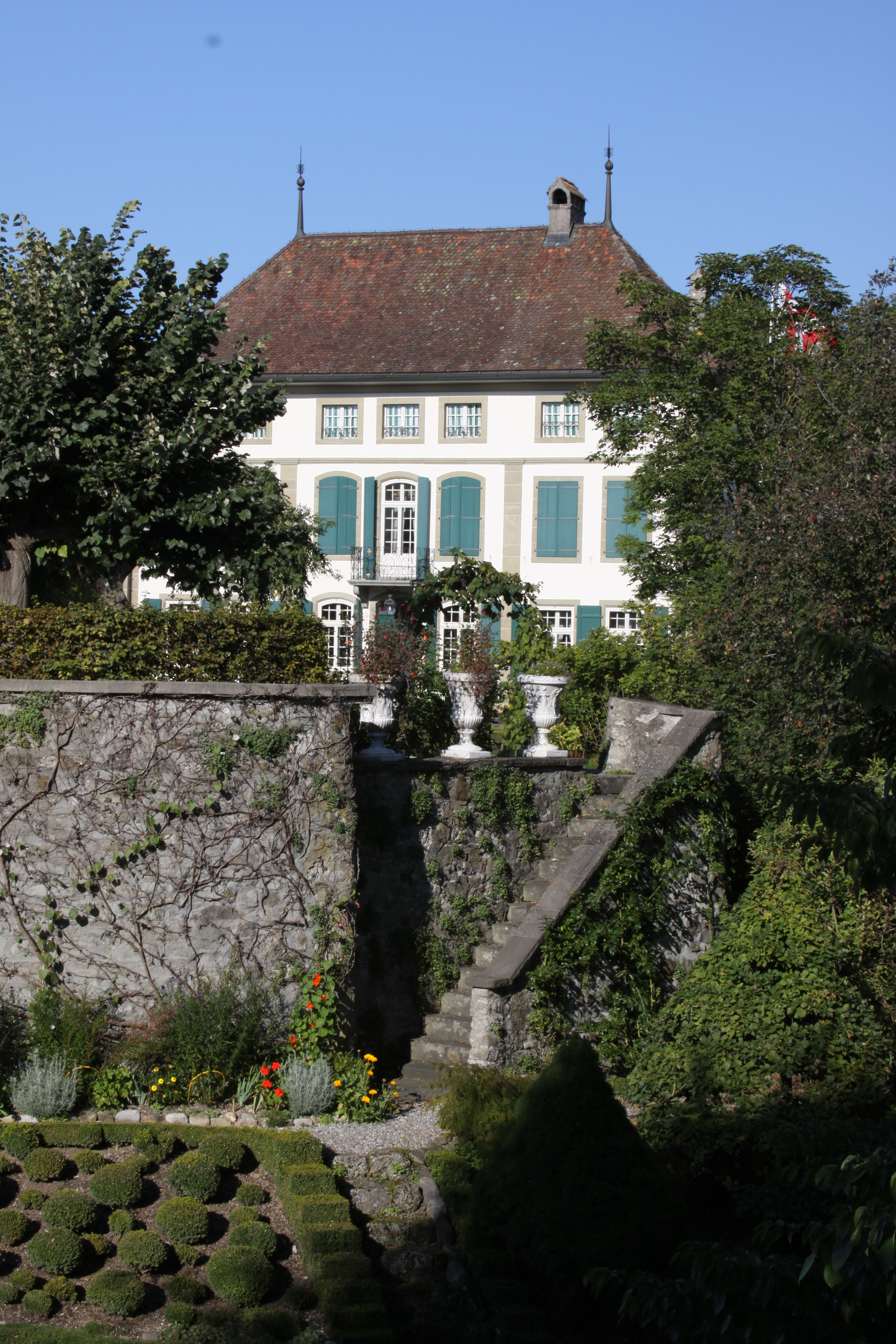
Vogteischloss (Vuippens)